# 欧拉 (巴拿马)
欧拉  是巴拿马科克莱省欧拉区的一个城市，2010年是人口为1,419。 It is the seat of Olá District. 该市2000年时人口为1,255，1990年时人口为1,326。